# Kretnik pacyficzny
Kretnik pacyficzny (łac. Scapanus townsendii) – owadożerny ssak z rodziny kretowatych.
Nazwę gatunku nadano na cześć amerykańskiego przyrodnika Johna Kirka Townsenda, który jako pierwszy opisał gatunek.
To zwierzę ma aksamitne czarne futro, spiczaste usta i krótki, gruby, prawie łysy ogon. Długość ciała wynosi około 21 cm, w tym 4 cm ogona, waży około 140 gramów. Przednie łapy szerokie i szpatułkowate, przeznaczone do kopania; tylne nogi mniej. Ma 44 zęby. Uszy nie są widoczne, oczy są małe.
Kraje zamieszkania: Kanada (Kolumbia Brytyjska), USA (Kalifornia, Oregon, Waszyngton). Wysokość rezydencji: od poziomu bliskiego morza do co najmniej 1677 metrów nad poziomem morza w górach Cascade i 1615 metrów nad poziomem morza w górach olimpijskich. Zwykle spotykane na pastwiskach, w stepowych i krzewiastych siedliskach na nizinach i terenach zalewowych. Gatunek ten jest powszechny nawet w zmodyfikowanych krainach, takich jak trawniki, pola golfowe, cmentarze.
Jest to drapieżne zwierzę, chociaż młode zwierzęta często poruszają się na powierzchni wiosną i latem. Dieta składa się głównie z dżdżownic i larw owadów i poczwarek; również zwierzę konsumuje krocionogi, ślimaki, dojrzałe owady, pająki, a także niektóre materiały roślinne. Aktywny przez cały rok.
Gody odbywają się w lutym. 1 wylęg rocznie. Średnio 3 młode rodzą się pod koniec marca lub na początku kwietnia. Noworodki są nagie od urodzenia, rosną szybko i opuszczają gniazdo matki głównie w maju i czerwcu. Dojrzałość płciowa występuje w wieku około 10 miesięcy.

## Literatura
- Bachman, John (1839). "Description of several new species of American quadruped". Journal of the Academy of Natural Sciences of Philadelphia. 8 (60): 57–74. Retrieved 10 December 2014.

- Leslie N. Carraway, Lois F. Alexander, B.J. Verts, Scapanus townsendii, „Mammalian Species” (434), 1993, s. 1, DOI: 10.2307/3504286, JSTOR: 3504286 [dostęp 2024-03-25].